# Сельва (комарка)
Се́льва (исп. , кат. и галис. Selva) — район (комарка) в Испании, входит в провинцию Жирона в составе автономного сообщества Каталония.

## Муниципалитеты
- Амер
- Англес
- Арбусьес
- Бланес
- Бреда (Жирона)
- Бруньола
- Кальдас-де-Малавелья
- Ла-Сельера-де-Тер
- Фогас-де-Тордера
- Остальрик
- Льорет-де-Мар
- Массанес
- Массанет-де-ла-Сельва
- Осор
- Рьельс-и-Вьябреа
- Риударенес
- Риудельотс-де-ла-Сельва
- Сан-Фелиу-де-Бушальеу
- Сан-Жулья-дель-Льор-и-Бонмати
- Сант-Илари-Сакальм
- Санта-Колома-де-Фарнерс
- Сильс
- Сускеда
- Тосса-де-Мар
- Видререс
- Вилоби-де-Оньяр